# هاچیبوسه‌یاما

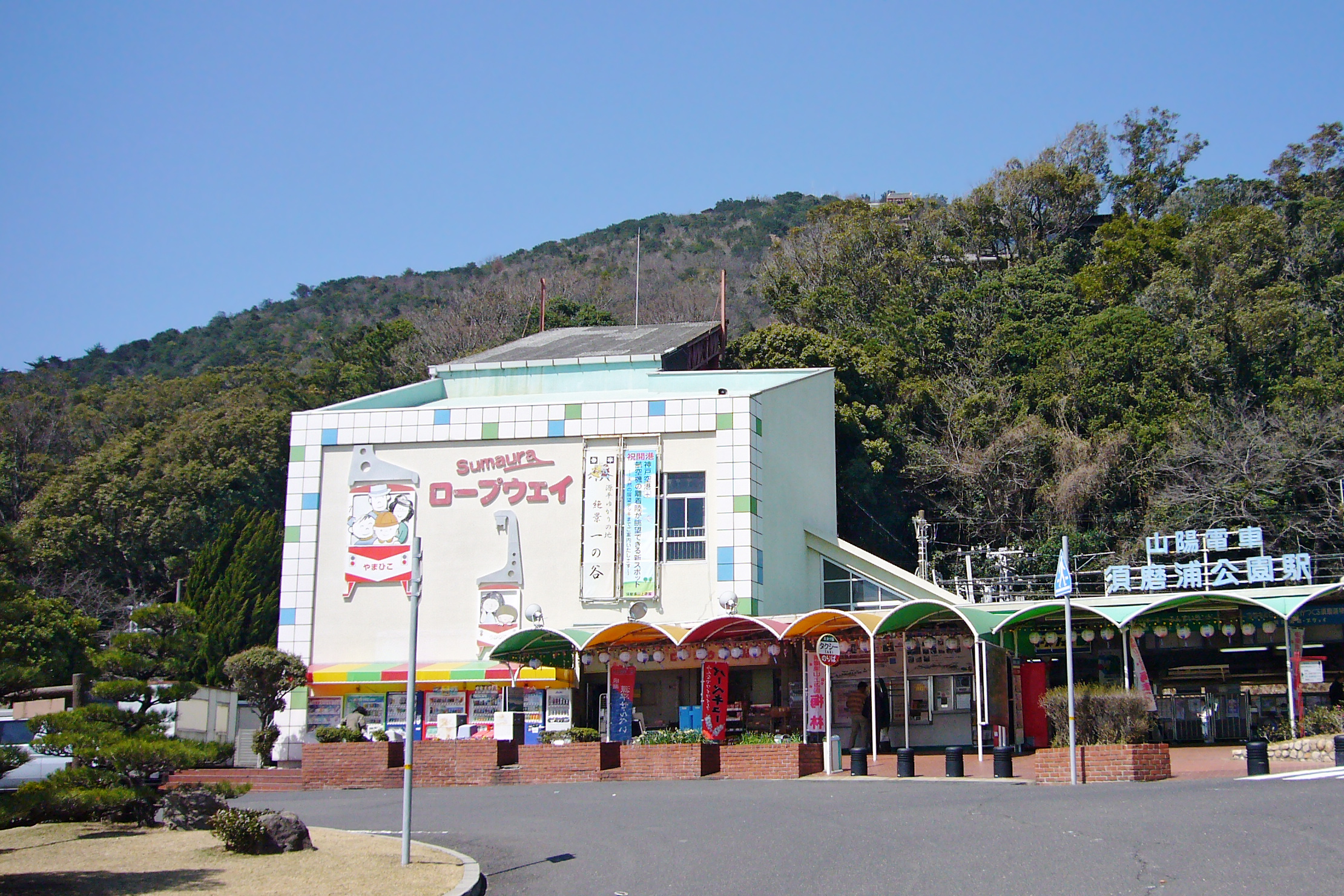

هاچیبوسه‌یاما (به ژاپنی: 鉢伏山)، تپه ای است که در استان هیوگو، کوبه (شهر)، بخش سوما-کو، کوبه قرار دارد. ارتفاع آن ۲۴۶ متر است.